# Lucia Moris
Lucia Moris (* 23. März 2001) ist eine südsudanesische Leichtathletin. Sie ist spezialisiert auf 100- und 200-Meter-Sprint. Sie nahm bei den Olympischen Spielen 2020 in Toko beim 200-Meter-Sprint teil.

## Leben
Moris wurde 2019 Teil eines Programmes zur Wiederversöhnung der südsudanesischen Bevölkerung, welches in Kooperation mit der japanischen Agentur für internationale Zusammenarbeit stattfindet. Durch die Regeländerung, dass jede Nation zu den Olympischen Spielen einen männlichen und einen weiblichen Teilnehmer senden kann, unabhängig vom Ranking, ist Moris bei den Spielen 2020 dabei. Ihre Auswahl vom South Sudan National Olympic Committee geschah teils basierend auf ihren Leistungen beim National Unity Day 2016. Sie hält den nationalen Rekord im 200-Meter-Sprint.
Zur Vorbereitung auf Olympia ist sie 2019 in das Trainingslager der südsudanesischen Mannschaft im japanischen Maebashi geflogen, da im Südsudan die Trainingsmöglichkeiten nur eingeschränkt sind. Als 2020 die Olympischen Spiele wegen der COVID-19-Pandemie verschoben wurden, verblieb sie mit den restlichen Sportlern im Lager. Dort wurden ihr verschiedene Fähigkeiten beigebracht, um bei der Rückkehr als Friedensbotschafterin zu agieren.
Während der Eröffnungsfeier der Olympischen Sommerspiele 2020 war sie gemeinsam mit dem Schwimmer Chad le Clos die Fahnenträgerin ihrer Nation.